# 崔元 (京山侯)
崔元，（?—1549年），代州人，國子監監生崔儒的長子，明朝駙馬都尉。
弘治六年五月甲戌，永康公主下嫁崔元，崔元獲封駙馬都尉，生有兩男兩女。
明世宗从湖北前来北京即皇帝位的时候，崔元因迎立之功封京山侯。当时礼部表示，这类封赏是臣子的关系，应当剥夺其爵位，且古来无惯例。明世宗表示，“在永樂年初，明成祖当时亦封赏当时驸马王宁为侯，怎么说没有惯例呢？”后給事中底蘊、御史高越上奏表示不可，后皇帝不听。后自此，驸马不以军功为条件亦可封侯。。
崔元喜歡結交文士，聲譽遠播，在各勛官、外戚中最受寵幸。嘉靖二十八年(1549年)卒，明廷追贈左柱國太傅兼太子太傅，謚榮恭。